# 陈宗荣
陈宗荣（1964年11月—），男，汉族，甘肃镇原人，中华人民共和国政治人物。现任中国藏学研究中心党组书记、副总干事。第十四届全国政协委员。